# 陳國良 (足球員)
陳國良，馬來西亞華人，前馬來西亞國家足球隊後衛（1966至1970年）。

## 生平
生於怡保，從小喜歡踢足球，司職中堅，1966年入選馬來西亞國家足球隊。
他1973年加盟香港甲組聯賽球會加山，其後轉會光華，1976年加盟南華。1977-78年度為南華贏得香港甲組聯賽冠軍。1979-80年度當選香港足球明星選舉最佳十一人。1979年開始經營體育用品生意，1984年結束球員生涯。

## 家庭
姪兒陳永雄亦曾是馬來西亞國腳。